# Ракетлон
Ракетлонът е турнирен вид спорт, в който са включени четири вида спортни дисциплини: Тенис на маса, Бадминтон, Скуош и Тенис. При повечето турнири се различават мъже-елит, мъже-аматьори, жени-елит, жени-аматьори, ветерани +45, младежи 16г.&младежи 21г.

## Правила
При четирите дисциплини се срещат едни и същи състезатели (единични или по двойки). За отделните дисциплини тенис на маса, бадмингтон, скуош и тенис на корт важат правилата за всеки един спорт поотделно. Играе се като се започва от малката към голямата ракета. При ракетлона освен правилата на отделните спортова има и разширение и изключения като:
- Играят се четири гейма по 21 точки - по един гейм на тенис на маса, бадмингтон, скуош и тенис на корт. При 20:20 гейма се удължава до разлика от 2 точки
- Всяка точка се брои, независимо от това кой бие.
- Играчът, който бие трябва да изговори ясно преди да бие актуалното състояние на точките.
- Събират се общия брой точки и победител е този играч, който след изиграването на четирите гейма има най-голям брой точки. Това означава, че един играч може да стане победител и с три загубени гейма. Мачът се прекъсва при положение, че победителят не може да бъде достигнат в точките и следващите точки нямат значение.